# فونتين ليه بولانس
فونتين ليه بولانس (بالفرنسية: Fontaine-lès-Boulans)‏ هي بلدية تقع في إقليم باد كاليه من منطقة نور با دو كاليه في شمال فرنسا. تبلغ مساحة هذه المدينة 5.62 (كم²)، وترتفع عن سطح البحر 113 م، يبلغ عدد سكانها 90 نسمة حسب إحصاء المعهد الوطني للإحصاء والدراسات الاقتصادية سنة 2009 م. وترأس Claude Coquart البلدية خلال فترة (2008-2014).